# یواس‌اس کارپلوتی (ای‌پی‌دی-۱۳۶)
یواس‌اس کارپلوتی (ای‌پی‌دی-۱۳۶) (به انگلیسی: USS Carpellotti (APD-136)) یک کشتی بود که طول آن ۳۰۶ فوت (۹۳ متر) بود. این کشتی در سال ۱۹۴۵ ساخته شد.